# Paul McGuinness
Paul McGuinness (Rinteln (Duitsland), 16 juni 1951) is eigenaar van Principle Management Limited, een bureau voor het management van artiesten. Het bedrijf is gehuisvest in de Ierse hoofdstad Dublin.
Enkele bekende artiesten die zich hebben aangesloten bij het bedrijf zijn: U2, PJ Harvey, Art of Noise, Paddy Casey en The Rapture.
McGuinnes werd geboren in een legerkamp, waar zijn vader gestationeerd was. In 1961 werd Paul naar een kostschool in Ierland gestuurd. Vervolgens ging hij naar het Trinity College in Dublin. Maar hij haalde zijn examens niet omdat hij veel lessen had gemist. Zijn ouders probeerden hem vervolgens op de Universiteit van Southampton te krijgen, maar dit was geen succes. Hij keerde terug naar het Trinity College om het derde jaar af te maken.
Al op jonge leeftijd kreeg McGuinness werk in de entertainment sector en bleef hij zijn hele leven daar werken.
Werken met U2: 
McGuinness ontmoette U2 voor het eerst op 25 mei 1978. Op 13 november 2013 stopte McGuinness met het management van U2, wat hij vanaf 1979 deed. Paul droeg het management over aan Guy Oseary, de manager van Madonna.
Bono · The Edge · Adam Clayton · Larry Mullen jr.